# 인터컨티넨탈 서울 코엑스
인터컨티넨탈 서울 코엑스(영어: InterContinental Seoul COEX)는 대한민국 서울특별시 송파구 서울특별시 강남구 봉은사로 524 (삼성동 159)에 위치한 호텔이다. 1997년에 착공하여 1999년에 완공하였다. 높이는 112m이다. 지상 30층, 지하 5층이다. 기본설계는 스키드모어, 오윙스 & 메릴이 했고 실시설계는 창조건축이 했다. 시공사는 LG건설이다. 2024년 7월 1일부로 영업을 종료했다.
코엑스, 무역센터 및 한국도심공항 운영의 공항버스 터미널과 가까이 위치해 있다.

## 역사
1997년 2월에 착공하여 1999년 9월 완공 후 10월 8일 한무개발은 코엑스 인터컨티넨탈 서울을 부분 개관했고 12월 전관 개관했다. 같은 해에 IMF 2년 국제포럼을 개최했다. 2000년 10월 아셈 본부호텔로 지정되었다. 2009년 회사명을 파르나스호텔주식회사로 변경하며, 2011년 호텔명을 인터컨티넨탈 서울 코엑스로 변경했다. 2024년 7월 1일부로 영업을 종료했다.

## 높이
높이는 112m이다. 1988년에 완공하고 같은 해에 개장한 호텔, 1989년에 개장한 인터컨티넨탈 호텔인 그랜드 인터컨티넨탈 서울(34층, 111m)보다 높은 호텔이다. 1999년에 완공된 후 그랜드 인터컨티넨탈 서울(34층, 111m)보다 높은 호텔이 되었다.

## 특징
첨단 인텔리전트 호텔이고 인터컨티넨탈 간판이 있다. 세계적인 호텔 브랜드다. 호텔, 비즈니스, 컨벤션 등을 즐긴다. 2009년 파르나스 호텔 브랜드를 런칭하고 시설 투자와 서비스 개선했다. 대 서울 최고의 비즈니스 호텔이다. 주차장은 유료주차장이다. 주차하는데 요금을 내야 한다. 계속 주차하면 요금을 많이 내야 한다.

## 객실
2021년 기준, 인터컨티넨탈 서울 코엑스의 총 객실수는 656개다.객실은 크게 기본 객실 수피리어룸과 코너 스위트, 비즈니스 스위트, 그리고 프라이빗한 톱 스위트로 구성했다. 2021년 기준, 체크아웃 시각은 오전 11시, 체크인 시각은 오후 3시다.

## 내부 시설
인터컨티넨탈 서울 코엑스의 내부 시설이다.
| 층수       | 시설             |
| ---------- | ---------------- |
| 30층       | 스카이라운지 등  |
| 5층 ~ 29층 | 호텔             |
| 3층        | 클럽             |
| 2층        | 비즈니스 센터 등 |
| 1층        | 로비 등          |
| 지하 1층   | 안단테 등        |
| 지하 2층   | 지하주차장 등    |
| 지하 3층   | 지하주차장       |

## 같이 보기
- 대한민국의 호텔 목록
- 서울 강남구의 마천루 목록